# Patrice O’Neal

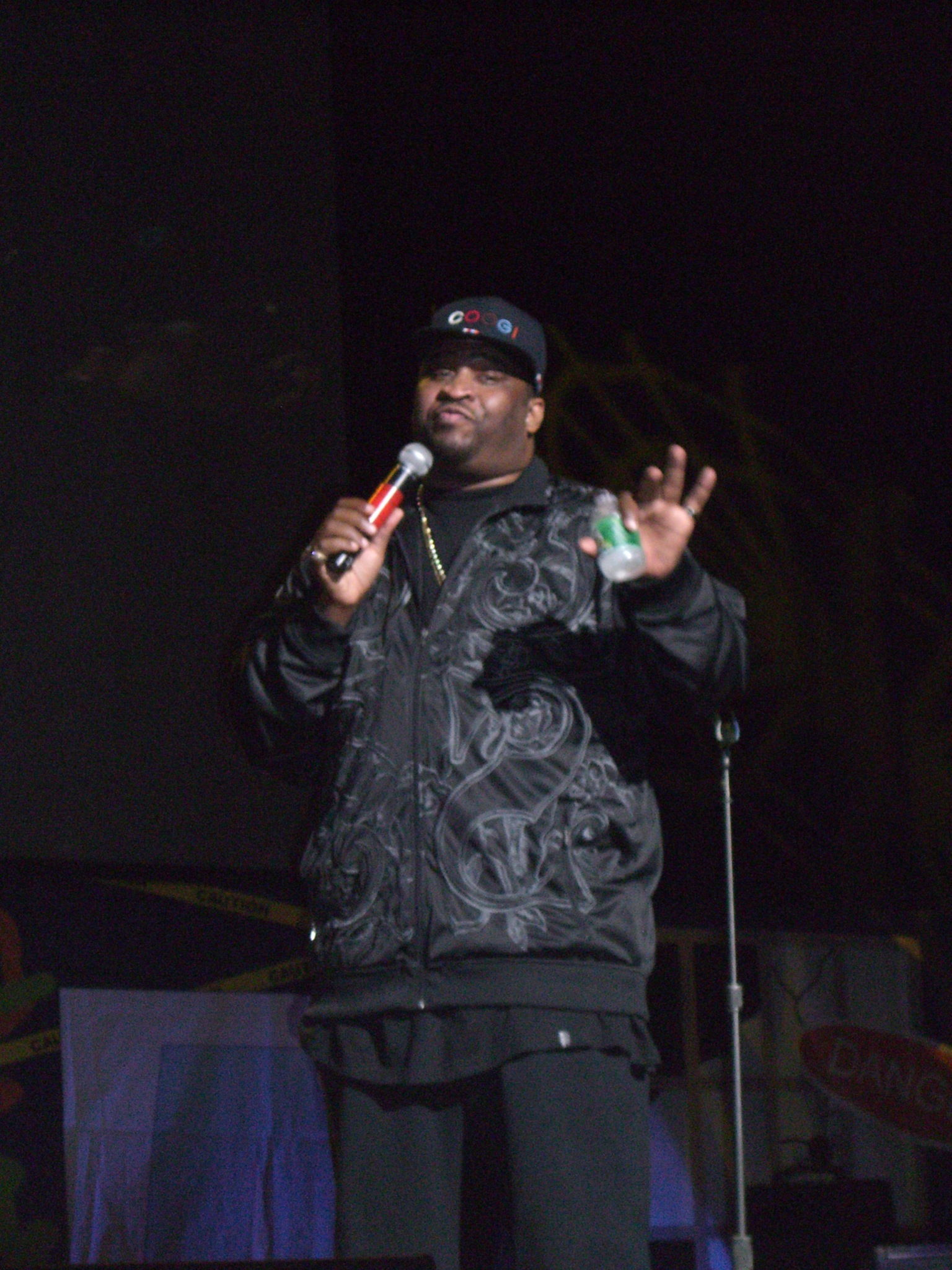
Patrice O'Neal (2007)

Patrice Lumumba Malcolm O’Neal (* 7. Dezember 1969 in New York City, New York; † 29. November 2011 in Englewood, New Jersey) war ein US-amerikanischer Schauspieler und Comedian.
O’Neal nannte George Carlin und Richard Pryor als seine Lieblingskomiker. Seine Comedy wurde als „konversationell“ beschrieben. Seine Routinen zeichneten sich durch eine spontane Herangehensweise und häufig erwachsene Themen aus. Er war direkt, wenn er seine Ansichten präsentierte, insbesondere über Ethnie und Geschlechterrollen. Er war auch ein Provokateur, der oft Zuschauer dazu brachte, Zwischenrufe zu machen, die Vorstellung zu stören oder diese sogar zu verlassen. Gregg „Opie“ Hughes erklärte, er habe gesehen, wie O’Neal „den Leuten Geld gab, damit sie gehen“.

## Leben
O’Neal wurde in New York City geboren und wuchs zusammen mit seiner Schwester Zinder bei der Mutter im Bostoner Arbeiterviertel Roxbury auf, das überwiegend von Afroamerikanern bewohnt wird. Seine Mutter Georgia benannte ihn nach Patrice Lumumba, dem Führer der kongolesischen Unabhängigkeitsbewegung und ersten Premierminister der Demokratischen Republik Kongo, und dem afroamerikanischen Menschenrechtsaktivisten Malcolm X. In der Schule wurde er wegen seines Namens schikaniert, sagte dazu aber später, dass er dadurch gelernt habe, „ein Mann zu sein“. O’Neal hatte nie eine Beziehung zu seinem Vater, obwohl er sich seiner Identität bewusst war.
O’Neal besuchte die West Roxbury High School, an der er American Football spielte und seine Karriere mit drei Auszeichnungen und dem Gewinn der Staatsmeisterschaft in seinem Abschlussjahr beendete. Ein Sportstipendium an der Northeastern University in Boston, das auch ein Wohngeld beinhaltete, lehnte er zugunsten eines Studiums der darstellenden Künste an der Universität mit dem Hauptfach Theaterwissenschaften ab. Zu dieser Zeit war sein Interesse an Comedy gewachsen, und er nahm einen Job als Türsteher in der „Comedy Connection“ in Boston an. Er verkaufte auch Essen an Gäste der Boston Garden Arena.
Am 25. April 2008 räumte er in der Radiosendung Opie and Anthony ein, dass es ihm rechtlich untersagt sei, eine Schusswaffe zu besitzen.
Am Morgen des 19. Oktober 2011 rief O’Neal seine Verlobte, die Schauspielerin Vondecarlo Brown an, um ihr mitzuteilen, dass er seine Beine nicht mehr bewegen könne. Er wurde in das Jersey City Medical Center eingeliefert und später in das Englewood Hospital in New Jersey verlegt, wo die Ärzte ein Blutgerinnsel in seinem Kopf entfernten. Er verlor seine Fähigkeit zu sprechen und später seine Bewegungsfähigkeit; er kommunizierte eine Zeit lang durch Augenbewegungen, bevor er auch diese Fähigkeit verlor. Die Ärzte erklärten, dass er wahrscheinlich dauerhaft gelähmt und unfähig zu sprechen bleiben würde, falls er überlebt. Die Nachricht von dem Schlaganfall, den er erlitten hatte, wurde eine Woche später bei Opie and Anthony veröffentlicht.
O’Neal starb im Alter von 41 Jahren an den Folgen seines Schlaganfalls, der durch Typ-2-Diabetes verursacht wurde, an dem er seit Anfang seines 20. Lebensjahrs litt. Zum Zeitpunkt seines Todes versuchte er, seine Gesundheitsprobleme in den Griff zu bekommen, indem er mit Veganismus experimentierte und auf zuckerhaltige Lebensmittel verzichtete. Seine Trauerfeier fand am 5. Dezember 2011 in der New Yorker Park Avenue Christian Church statt; unter den Anwesenden waren unter anderem Chris Rock, Colin Quinn, Nick DiPaolo, Artie Lange, Louis C.K., Jim Norton, Dave Attell, Dane Cook, Bill Burr, Wanda Sykes, Gregg Hughes, Anthony Cumia, Rich Vos, Jay Oakerson und Kevin Hart. Er wurde kremiert und von seiner Mutter, seiner Schwester, seiner Verlobten und ihrer Tochter Aymilyon überlebt.
Am Tag nach O’Neals Tod würdigten ihn Komiker-Kollegen in der ehemaligen US-amerikanischen Radiosendung Opie and Anthony – darunter Bill Burr, Robert Kelly, Colin Quinn, Joe Rogan, Dave Attell, Rich Vos, Jim Florentine, Russ Meneve, Joe DeRosa, Amy Schumer, Kurt Metzger, Louis C. K. sowie die Moderatoren. Der Radiosender widmete sein Programm an diesem Wochenende O’Neal und strahlte ein 16-stündiges Special mit dem Titel A Tribute to Patrice O’Neal aus, das einige seiner besten Auftritte sowie Erinnerungen von Comedy-Kollegen enthielt. Am selben Abend strahlte Comedy Central sein Special Elephant in the Room aus. Der Rolling Stone veröffentlichte in der Februar-Ausgabe 2012 einen vierseitigen Artikel über O’Neals Karriere und seinen Tod. Im Juni 2012 widmete der Komiker Jim Norton sein einstündiges Comedy-Special Please Be Offended auf EPIX Patrice O’Neal. Am 23. September 2012 wurde O’Neal bei den 64. Primetime Emmy Awards im Rahmen der Ehrung „In Memoriam“ gedacht.

## Karriere
Von 2006 bis 2008 präsentierte er die Black Phillip Show auf XM Satellite Radio. Sein einziges Stand-up-Comedy-Special, Elephant in the Room, wurde neun Monate vor seinem Tod veröffentlicht. Eine posthume Fortsetzung, Mr. P, wurde 2012 als Audio-Voraufzeichnung veröffentlicht.

### Stand-up-Comedy
O’Neal begann 1992 mit Stand-up-Auftritten und entwickelte eine Show, die auf Gesprächen mit dem Publikum, dekonstruktiven Analysen und gelegentlich konfrontativen Standpunkten basiert.
O’Neal trat erstmals im Oktober 1992 im Estelle’s in Boston auf. In der Woche vor seinem Debüt hatte er an einer Open-Mic-Night in dem Lokal teilgenommen, bei der er einen Künstler unterbrochen hatte, der ihn daraufhin aufforderte, selbst Stand-up zu machen. Der Komiker Dane Cook wurde Zeuge eines von O’Neals ersten Auftritten und bemerkte seine „sanftmütige Anziehungskraft […] er hatte bereits eine gewisse Schärfe, aber er war noch ein wenig verletzlicher“. O’Neal entwickelte seine Show in den nächsten sechs Jahren in der Gegend von Boston, wo er seine ersten Auftritte unter dem Namen Bruiser O’Neal absolvierte. Mitte der 1990er-Jahre lernte er den Komiker und späteren engen Freund Jim Norton kennen.
1998 zog O’Neal ins seine Geburtsstadt New York City zurück, wo er regelmäßig im Comedy Cellar auftrat. Anfang 1998 nahm er am vierten jährlichen US Comedy Arts Festival in Aspen, Colorado, teil. Danach zog er nach Los Angeles, in der Hoffnung, dort mehr Ruhm zu erlangen: „Ich steppte, wie man es sich nicht vorstellen kann […] und versuchte, etwas zu bekommen.“ O’Neal ignorierte die Aufforderungen von Clubbesitzern, seine konfrontative Darbietung zu ändern, und hatte Mühe, genug Geld zu verdienen. Er wurde „im Grunde aus Amerika rausgeworfen“ und nahm Angebote an, um im Vereinigten Königreich aufzutreten, zuerst von dem britischen Stand-up-Komiker John Simmit für eine Rolle in seinem Upfront Comedy Circuit. O’Neal arbeitete hart, um den Respekt seiner Kollegen zu gewinnen, und er erinnert sich, dass es mehrere Monate dauerte, bis sie sagten: „Okay, dieser Kerl spielt nicht herum.“. Mitte 1999 war er Headliner auf einer Comedy-Tournee durch Australien. Zwischen 2000 und 2002 trat er in ganz Europa als Stand-up-Comedian auf, unter anderem bei den Black International Comedy Awards in London und in Edinburgh mit den Komikern Lewis Schaffer und Rich Vos.
In den Jahren 2006 und 2007 schloss sich O’Neal der Traveling Virus Comedy Tour von Opie und Anthony an und spielte in großen Arenen in den Vereinigten Staaten.
Im Jahr 2010 nahm O’Neal sein erstes und einziges einstündiges Special für Comedy Central auf: Elephant in the Room. Es entstand, nachdem der Komiker Dave Attell O’Neals Material bei seinem Manager gelobt hatte, der mit dem Sender Gespräche über die Produktion eines Specials aufnahm. Obwohl O’Neal darauf bestand, in Washington, D.C. zu drehen, wollte der Sender, dass es in New York City aufgenommen wird, und O’Neal stimmte schließlich zu. Das Special wurde am 19. Februar 2011 uraufgeführt und eine ungeschnittene Version erschien drei Tage später auf Audio CD und DVD-Video. O’Neal bewarb das Special mit einem Interview in der Late Night mit Jimmy Fallon, seinem ersten Fernsehauftritt seit vier Jahren.

### Fernsehen
Ende 2000 nahm O’Neal eine Stelle als Autor für die WWE an, nachdem ein Mitarbeiter des Unternehmens ihn bei einem Auftritt gesehen hatte. Als großer Fan des professionellen Wrestlings schlug er seine Idee vor, eine Fehde über drei Wochen aufzubauen, die in einem Pay-per-View-Event gipfelte. Er besuchte das Haus von Vince McMahon, reiste mit der Organisation für eine Woche zu Live-Shows in ihrem Privatjet und führte bei einigen Vignetten Regie. Dann wurde ihm ein 13-Wochen-Vertrag angeboten, den er jedoch ablehnte, da er bereits Pläne hatte. Später sagte er, dass es „kein Traum gewesen wäre“, wenn er weitergemacht hätte, und dass es ihm Spaß gemacht habe, weil „es kurz und schmerzlos war“. Später in seiner Karriere lehnte er auch wiederkehrende Rollen in Web Junk 20, The Office und Arrested Development ab, obwohl er in den genannten Fernsehserien Gastauftritte hatte. Er bezeichnete sich selbst scherzhaft als „professionellen Brückenabbrecher“.
Im Jahr 2002 kehrte O’Neal in die Vereinigten Staaten zurück, nachdem er das Angebot erhalten hatte, ein halbstündiges Comedy-Special auf Showtime aufzunehmen. Er hatte seinen ersten von einer Reihe von Fernsehauftritten in der Sketch-Sendung The Colin Quinn Show, gefolgt von Tough Crowd with Colin Quinn, in der er von 2002 bis zu deren Einstellung im Jahr 2004 auftrat. Im Jahr 2003 nahm er ein Special für Comedy Central Presents auf. Seinen ersten Fernsehauftritt hatte er in The Apollo Comedy Hour, danach folgten Auftritte bei Showtime at the Apollo und FNight Videos. Er hatte Gastrollen in Apartment 2F auf MTV, Assy McGee, Yes Dear, Arrested Development, Chappelle’s Show und in der US-amerikanischen Version von The Office, in der er von 2005 bis 2007 die Rolle des Lagerarbeiters Lonny Collins spielte.
O’Neal war eine feste Größe in der Fernsehserie The Jury und sprach die Hauptrolle in der Comedy-Central-Zeichentrickserie Shorties Watchin’ Shorties mit Nick Di Paolo. Er sprach auch die Stimme von Harold Jenkins in der Zeichentrickserie O’Grady und war als Jesus in Denis Learys Searchlight zu sehen. 2005 drehte er ein halbstündiges „One Night Stand“-Special für HBO. Im Jahr 2006 wurde er Gastgeber der ersten und zweiten Staffel von Web Junk 20 auf VH1. Nach zwei Staffeln lehnte O’Neal die dritte Staffel trotz eines Angebots ab, das sein Gehalt vervierfacht hätte. Er wurde später durch Jim Breuer ersetzt.
2007 verriet O’Neal, dass er ein Angebot, im Celebrity Fit Club aufzutreten, abgelehnt hatte und sagte, dass seine „Karriere wichtiger sei als seine Gesundheit“. O’Neal trat fünf Mal beim jährlichen Just for Laughs Festival in Montreal auf, darunter 2008 mit einer einwöchigen Ein-Mann-Show im Théâtre Sainte-Catherine. Im selben Jahr schrieb O’Neal eine Webserie mit dem Titel The Patrice O’Neal Show – Coming Soon!, in der seine Freundin Nero, Bryan Kennedy, Harris Stanton und Wil Sylvince mitwirkten. Die Serie wurde aufgrund ihres anstößigen Inhalts eingestellt, das sich kein Sponsor fand. Er hatte auch eine Gastrolle in einer von For Your Imagination produzierten Show namens Break a Leg, in der er den „Gary Coleman in Erwachsenengröße“ spielte.
Im Jahr 2011 war O’Neal einer der Gäste in The Comedy Central Roast of Charlie Sheen, da er seinen Respekt für den umstrittenen Schauspieler persönlich zum Ausdruck bringen wollte. Die Sendung wurde am 19. September 2011 ausgestrahlt und O’Neal war der letzte Comedian, der auftrat. Die Sendung erreichte 6,4 Millionen Zuschauer und war damit die bislang einschaltquotenstärkste Ausgabe der Comedy-Central-Roasts-Reihe. O’Neals Auftritt in der Sendung sollte sein letzter Fernsehauftritt sein, bevor er zwei Monate später unerwartet starb. Nach den Aufnahmen traf O’Neal auf William Shatner und dessen Frau, die ebenfalls bei der Aufzeichnung anwesend waren. Das Paar bot O’Neal seine Unterstützung in Bezug auf seine Diabetes an, woraufhin die drei weinten. Shatner erinnerte sich: „Er wusste, dass er im Sterben lag, dass er ein sterbender Mann war, und in gewisser Weise wollte er sterben […] Das war es, was ich sah. Deshalb haben wir geweint.“
Im deutschen Sprachraum wurde O’Neal unter anderem von Stefan Fredrich, Tobias Meister, Nico Sablik und Lutz Schnell synchronisiert.

### Radio
Im Jahr 2002 kehrte O'’Neal in den Großraum New York zurück. Am 17. Januar 2002 trat er zum ersten Mal in der Radiosendung Opie and Anthony auf, als ihn sein Freund und Komiker Rich Vos in die Show holte, die damals von WNEW ausgestrahlt wurde. Nachdem die Show 2002 abgesetzt und 2004 auf XM Satellite Radio neu gestartet wurde, kehrte O’Neal als Gast zurück oder sprang manchmal für einen abwesenden Norton ein – er wurde zu einem der beliebtesten Gäste der Show.
2006 ließ sich O’Neal in Jersey City nieder. Von 2006 bis 2008 moderierte O’Neal die Beziehungssendung Bitch Management auf XM, die später in The Black Philip Show umbenannt wurde, eine Anspielung auf den Arzt und Fernsehstar Dr. Phil McGraw. Die Sendung lief samstagabends mit Dante Nero als Co-Moderator und einer wechselnden Gastbesetzung von weiblichen Komikern. Die Show wurde nach der Fusion von XM und Sirius aufgrund von Budgetkürzungen eingestellt.
Im März 2010 sicherte sich O’Neal einen Vertrag mit Comedy Central für ein Stand-up-Special und ein Drehbuch für eine geplante Reality-TV-Show,Patrice O’Neal’s Guide to White People. Die Idee für letzteres kam ihm, nachdem er sich in ein Gespräch mit zwei weißen Männern über Gitarrenriffs eingemischt hatte und auf die Idee kam, „zu versuchen, etwas über Weiße zu lernen.“ Die Show wurde allerdings abgesagt, bevor die Dreharbeiten beginnen konnten.
O’Neals Ansichten über Frauen waren Gegenstand von Diskussionen und wurden manchmal als frauenfeindlich bezeichnet. Bei einem Auftritt im August 2010 im Podcast WTF mit Marc Maron erklärte er, dass er ein „schrecklicher Frauenfeind“ war, bis er seine damalige Freundin kennenlernte.

### Andere Projekte
O’Neal trat auch als Gast in anderen Sendungen wie der Alex Jones Show sowie in Beiträgen auf Fox News auf. Im Videospiel Grand Theft Auto IV sprach er 2008 die Figur Jeffron James im spielinternen Radiosender Fizz!
Am 27. Oktober 2011 wurde das letzte Interview von O’Neal mit Jay Mohr für dessen Podcast Mohr Stories veröffentlicht. Er erklärte, dass sein Auftritt bei Sheens Roast wenig zu seiner Karriere beigetragen hat, abgesehen davon, dass er ein Wochenende mit Stand-up-Shows im Caroline’s auslasten konnte. Er berichtete von einem weiteren Treffen mit dem Sender FX bezüglich einer möglichen Zeichentrickserie und einem Projekt, bei dem Freunde zu ihm nach Hause kamen, um Interviews aufzunehmen. Beides wurde durch seinen Tod nicht mehr realisiert.
Nach O’Neals Tod kündigte BSeen Media die posthume Veröffentlichung seines ersten Comedy-Albums Mr. P an, an dem er gearbeitet hatte. Das Set, das im April 2011 im D.C. Improv in Washington, D.C. aufgenommen wurde, wurde am 7. Februar 2012 veröffentlicht. Die Verkäufserlöse der Veröffentlichung wurden seiner Mutter, seiner Freundin und seiner Stieftochter gespendet. Das Album erreichte Platz eins der Billboard Comedy Albums Charts und Platz 35 der Billboard 200. Am 6. November 2012 wurde eine 20-minütige Auswahl von bisher unveröffentlichtem Material auf O’Neals Website und über iTunes unter dem Titel Better Than You veröffentlicht.
Am 19. Februar 2021 veröffentlichte Comedy Central Patrice O’Neal: Killing is Easy, eine Dokumentation über O’Neals Leben und Karriere. Regie führte Michael Bonfiglio, der auch als ausführender Produzent fungierte, zusammen mit Bill Burr, Al Madrigal, Michael Bertolina und Vondecarlo Brown.

## Filmografie (Auswahl)
- 1997: Apt. 2F (Fernsehserie)
- 2000: Sunday Night Heat (Fernsehserie)
- 2002: The Colin Quinn Show (Fernsehserie)
- 2002: Paper Soldiers
- 2002: 25 Stunden
- 2003: Late Night with Conan O’Brien (Fernsehserie)
- 2003: Chappelle’s Show (Fernsehserie)
- 2003: Das Weiße Haus sieht schwarz
- 2003: In the Cut
- 2003: Yes, Dear (Fernsehserie)
- 2003: Ed – Der Bowling-Anwalt (Fernsehserie)
- 2003: Arrested Development (Fernsehserie)
- 2004: Mouthing Off: 51 Greatest Smartasses (Fernsehserie)
- 2004: The Jury (Fernsehserie)
- 2004: Shorties Watchin’ Shorties (Fernsehserie; Sprechrolle)
- 2004–2006: O’Grady (Fernsehserie; Sprechrolle)
- 2005–2007: The Office (Fernsehserie)
- 2006: Web Junk 20 (Fernsehserie)
- 2006: Scary Movie 4
- 2008: Grand Theft Auto IV (Videospiel; Sprechrolle)
- 2008: Assy McGee (Fernsehserie; Sprechrolle)
- 2008: Z Rock (Fernsehserie)
- 2010: Reine Fellsache
- 2012: Die Natur ruft!

## Diskografie (Auswahl)
- 2011: Elephant in the Room
- 2012: Mr. P (posthum)
- 2012: Better Than You (posthum)
- 2013: Patrice O'Neal: Unreleased (posthum)